# Port w Antwerpii
Port w Antwerpii – największy port w Belgii. Pod względem wolumenu ładunków w tonach jest to drugi co do wielkości port w Europie (po Rotterdamie) i jednym z największych portów kontenerowych na świecie (12,50 mln TEU). 22 kwietnia 2022 porty w Antwerpii i Brugii połączyły się jako port Antwerpia-Brugia, aby ugruntować swoją drugą pozycję w Europie.